# Управління за цілями
Управління за цілями, було вперше популяризовано Пітером Друкером у його книзі «Практика менеджменту» 1954 року.  Управління за цілями — це процес визначення конкретних цілей в організації, які керівництво може донести до членів організації, а потім прийняття рішення про те, як послідовно досягти кожної мети. Цей процес дозволяє менеджерам виконувати роботу поетапно, щоб забезпечити спокійну, але продуктивну робочу атмосферу. Системі менеджменту Управління за цілями спрямована на синхронізацію індивідуальних цілей з цілями організації.
Важливою частиною системи Управління за цілями є вимірювання та порівняння фактичної продуктивності працівників та/або процесів з установленими стандартами.
В ідеалі, самі працівники повинні бути залучені до встановлення цілей і вибору курсу дій, яких вони повинні дотримуватися. В такому разі вони, швидше виконають свої обов’язки. 
Управління за цілями визначає ролі та обов’язки для працівників і допомагає їм скласти план майбутніх дій в організації.

## Застосування на практиці
Існує безліч способів застосування системи Управління за цілями. 
Насамперед необхідно знайти конкретні цілі в організації чи бізнесі. Багато відомих компаній використовували систему Управління за цілями. Так, керівництво комп'ютерної компанії Hewlett-Packard (HP) заявило, що вважає цю політику величезною складовою свого успіху. Багато інших корпорацій хвалять ефективність Управління за цілями, включаючи Xerox , DuPont , Intel (та незліченну кількість інших).
Компанії, які використовують Управління за цілями, часто повідомляють про вищий рівень продажів і продуктивність всередині організації. 
Цілі можуть бути встановлені в усіх сферах діяльності, таких як виробництво, маркетинг, послуги, продажі, дослідження та розробки, людські ресурси, фінанси та інформаційні системи. Деякі цілі є колективними, а деякі можуть бути цілями для кожного працівника. Обидва підходи роблять поставлене завдання досяжним і дозволяють працівникам візуалізувати, що і як потрібно зробити.
У парадигмі системи Управління за цілями менеджери визначають місію та стратегічні цілі підприємства . Цілі, які ставлять керівники вищого рівня, базуються на аналізі того, що може і повинна досягнути організація за певний період часу. Функції цих менеджерів можна централізувати шляхом призначення керівника проекту, який може контролювати  діяльність різних відділів.  Якщо це неможливо зробити або небажано, внесок кожного менеджера в досягнення мети повинен бути чітко сформульований та оцінений.
У багатьох великих японських корпораціях, починаючи з кінця 1990-х років, системи Управління за цілями використовувався як основа «системи оцінки результатів» (seika-shugi), яка використовувала чіткі числові цілі для вимірювання ефективності.

## Критика
Системи Управління за ціля мимає своїх противників. Зокрема, серед них В. Едвардс Демінг , який стверджував, що відсутність розуміння систем зазвичай призводить до неправильного застосування цілей.  Крім того, Демінг заявив, що встановлення виробничих цілей спонукатиме працівників досягати цих цілей будь-якими необхідними засобами, що зазвичай призводить до низької якості. 